# Ville-devant-Belrain
Pour les articles homonymes, voir Ville (homonymie).
Ville-devant-Belrain est une commune française située dans le département de la Meuse en région Grand Est.

## Géographie

### Hydrographie
La commune est traversée par la ligne de partage des eaux entre les bassins versants de la Meuse et de la Seine au sein respectivement du bassin Rhin-Meuse et du bassin Seine-Normandie. Elle est drainée par l'Aire et le Fossé 01 de la commune de Ville-devant-Belrain,.
L'Aire, d'une longueur de 125 km, prend sa source dans la commune de Saint-Aubin-sur-Aire, à 324 m d'altitude, et se jette  dans l'Aisne, en rive droite à Senuc, à 104 m d'altitude, après avoir traversé 36 communes. 

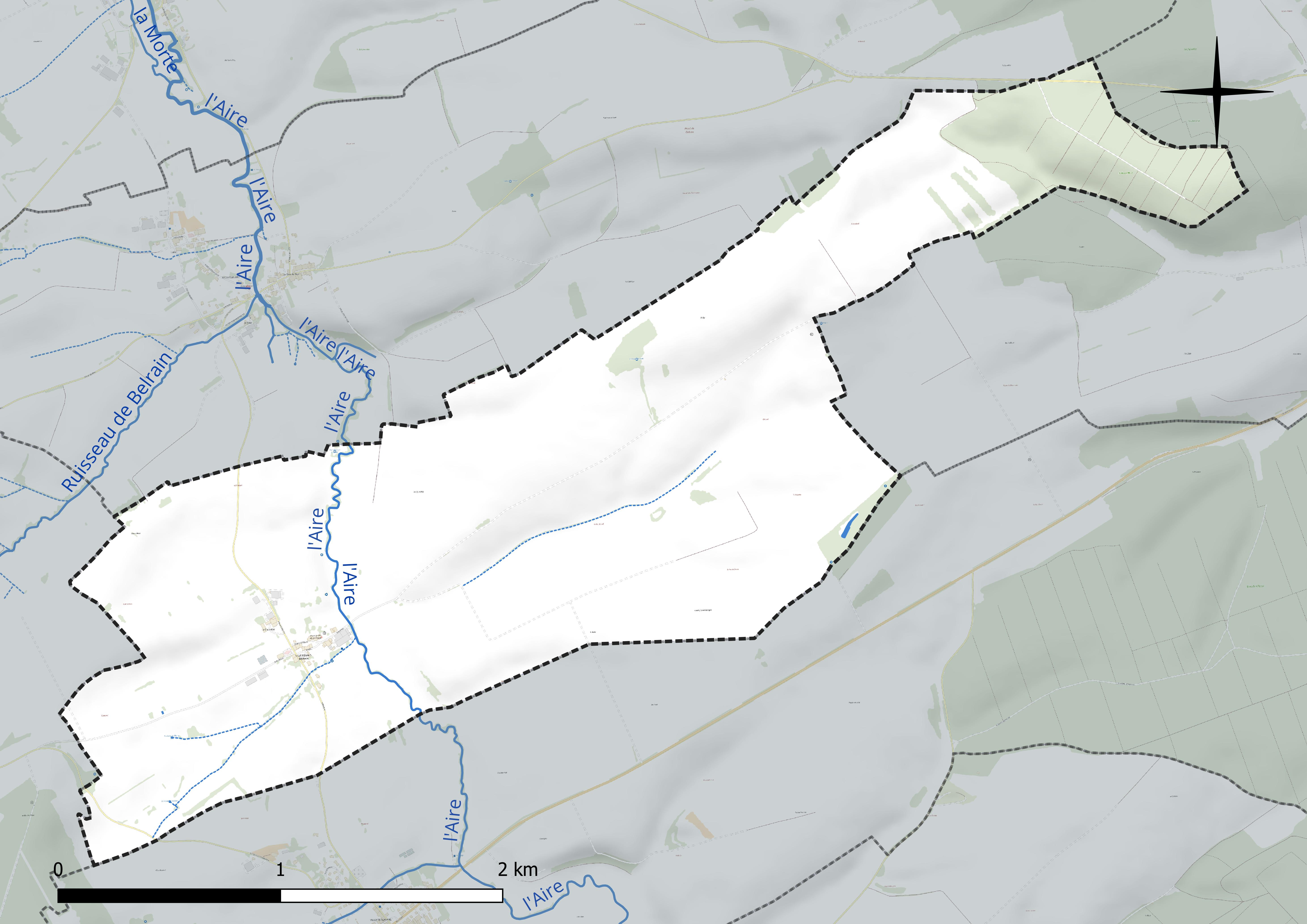
Réseau hydrographique de Ville-devant-Belrain.

### Climat
Pour des articles plus généraux, voir Climat du Grand Est et Climat de la Meuse.
En 2010, le climat de la commune est de type climat de montagne, selon une étude du Centre national de la recherche scientifique s'appuyant sur une série de données couvrant la période 1971-2000. En 2020, Météo-France publie une typologie des climats de la France métropolitaine dans laquelle la commune est exposée à un climat océanique altéré et est dans la région climatique  Lorraine, plateau de Langres, Morvan, caractérisée par un hiver rude (1,5 °C), des vents modérés et des brouillards fréquents en automne et hiver.
Pour la période 1971-2000, la température annuelle moyenne est de 9,6 °C, avec une amplitude thermique annuelle de 16,1 °C. Le cumul annuel moyen de précipitations est de 1 026 mm, avec 13,9 jours de précipitations en janvier et 9,7 jours en juillet. Pour la période 1991-2020, la température moyenne annuelle observée sur la station météorologique de Météo-France la plus proche, « Chaumont_sapc », sur la commune de Chaumont-sur-Aire à 9 km à vol d'oiseau, est de 10,8 °C et le cumul annuel moyen de précipitations est de 850,0 mm. 
La température maximale relevée sur cette station est de 41,1 °C, atteinte le 25 juillet 2019 ; la température minimale est de −15,5 °C, atteinte le 20 décembre 2009,,.
Les paramètres climatiques de la commune ont été estimés pour le milieu du siècle (2041-2070) selon différents scénarios d'émission de gaz à effet de serre à partir des nouvelles projections climatiques de référence DRIAS-2020. Ils sont consultables sur un site dédié publié par Météo-France en novembre 2022.

## Urbanisme

### Typologie
Au 1er janvier 2024, Ville-devant-Belrain est catégorisée commune rurale à habitat très dispersé, selon la nouvelle grille communale de densité à sept niveaux définie par l'Insee en 2022.
Elle est située hors unité urbaine et hors attraction des villes,.

### Occupation des sols
L'occupation des sols de la commune, telle qu'elle ressort de la base de données européenne d’occupation biophysique des sols Corine Land Cover (CLC), est marquée par l'importance des territoires agricoles (91,8 % en 2018), une proportion identique à celle de 1990 (91,8 %). La répartition détaillée en 2018 est la suivante : 
terres arables (69 %), prairies (22,8 %), forêts (8,2 %). L'évolution de l’occupation des sols de la commune et de ses infrastructures peut être observée sur les différentes représentations cartographiques du territoire : la carte de Cassini (XVIIIe siècle), la carte d'état-major (1820-1866) et les cartes ou photos aériennes de l'IGN pour la période actuelle (1950 à aujourd'hui).

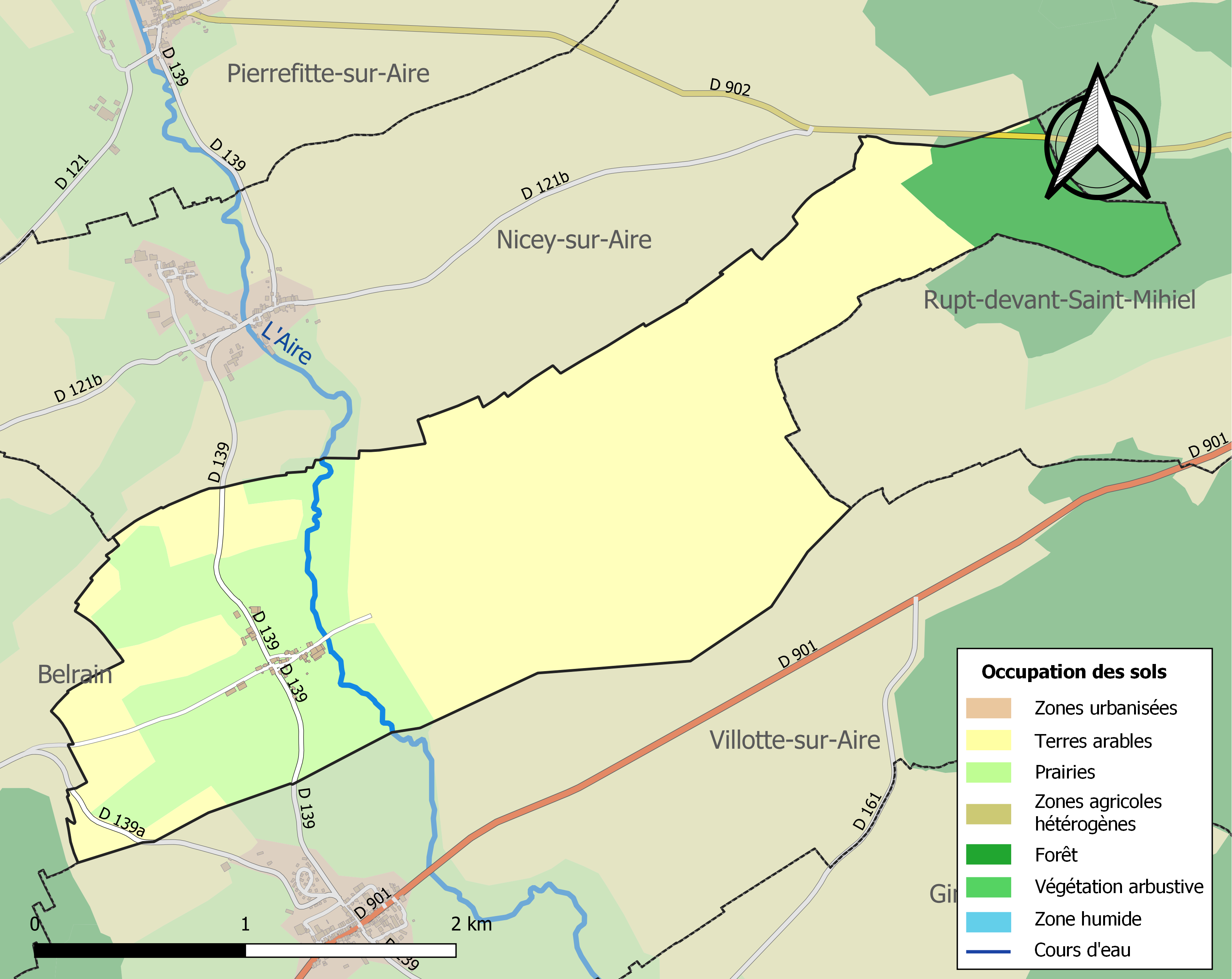
Carte des infrastructures et de l'occupation des sols de la commune en 2018 (CLC).

## Toponymie
Le nom de la localité est attesté sous les formes Villa quæ vocatur Erria ; Villa-Erria (1106) ; Villa (1204) ; Villa-ante-Bellum-Ramum (1402) ; Ville-devant-Belrains (1579) ; Ville-devant-Berlain (1700) ; Ville-devant-Bérain (1749).

De l'oïl ville « village », pluriel du bas latin villare « domaine rural ».
Ville adopta la préposition devant en 1579, assez fréquente, qui permet de situer le village par rapport à Belrain à l'ouest.

## Histoire
Ville-devant-Belrain (Villa-ante-Bellumramum) est mentionné en 1106 dans la bulle du pape Pascal II concernant les droits, privilèges et possessions de l'abbaye St Michel de St Mihiel.
François-Gaston de Nettancourt (titré seigneur de Bettancourt, seigneur de Ville-devant-Belrain) épouse Antoinette des Armoises en 1664 à Neuville sur Ornain.La maison bourgeoise de la Croisette aurait été construite sur les ruines de l'ancien château.
Relève du duché de Bar, rattaché au royaume de France en 1766, en même temps que le duché de Lorraine.
Sous l'ancien régime, Ville-devant-Belrain relevait du Bailliage de Bar (Bar-le-Duc) et du diocèse de Toul.
Quelques maires dans le passé : Garinot An XII, 1826, Ladruze en 1834, 1840, J.Brouillier en 1855, 1859, 1874, 1891, Chastel en 1861, Ch. Etienne en 1879, C.Garinot en 1884, L.Brouillier en 1903, 1939

## Politique et administration
| Période                                  | Période   | Identité        | Étiquette | Qualité |
| ---------------------------------------- | --------- | --------------- | --------- | ------- |
| Les données manquantes sont à compléter. |           |                 |           |         |
| mars 2001                                | mars 2008 | Éric Barnier    |           |         |
| mars 2008                                | En cours  | Philippe Brissé |           |         |

## Population et société

### Démographie
L'évolution du nombre d'habitants est connue à travers les recensements de la population effectués dans la commune depuis 1793. Pour les communes de moins de 10 000 habitants, une enquête de recensement portant sur toute la population est réalisée tous les cinq ans, les populations de référence des années intermédiaires étant quant à elles estimées par interpolation ou extrapolation. Pour la commune, le premier recensement exhaustif entrant dans le cadre du nouveau dispositif a été réalisé en 2005.

En 2022, la commune comptait 33 habitants, en évolution de −2,94 % par rapport à 2016 (Meuse : −4,4 %, France hors Mayotte : +2,11 %).
| 1793 | 1800 | 1806 | 1821 | 1831 | 1836 | 1841 | 1846 | 1851 |
| ---- | ---- | ---- | ---- | ---- | ---- | ---- | ---- | ---- |
| 118  | 145  | 154  | 175  | 180  | 184  | 177  | 156  | 161  |

| 1856 | 1861 | 1866 | 1872 | 1876 | 1881 | 1886 | 1891 | 1896 |
| ---- | ---- | ---- | ---- | ---- | ---- | ---- | ---- | ---- |
| 122  | 135  | 118  | 108  | 110  | 96   | 111  | 88   | 81   |

| 1901 | 1906 | 1911 | 1921 | 1926 | 1931 | 1936 | 1946 | 1954 |
| ---- | ---- | ---- | ---- | ---- | ---- | ---- | ---- | ---- |
| 71   | 65   | 72   | 53   | 56   | 46   | 46   | 51   | 37   |

| 1962 | 1968 | 1990 | 1999 | 2005 | 2006 | 2010 | 2015 | 2020 |
| ---- | ---- | ---- | ---- | ---- | ---- | ---- | ---- | ---- |
| 36   | 41   | 19   | 23   | 29   | 29   | 28   | 34   | 32   |

| 2022 | - | - | - | - | - | - | - | - |
| ---- | - | - | - | - | - | - | - | - |
| 33   | - | - | - | - | - | - | - | - |

## Culture locale et patrimoine

### Lieux et monuments
- Vent des forêts, centre d'art contemporain.

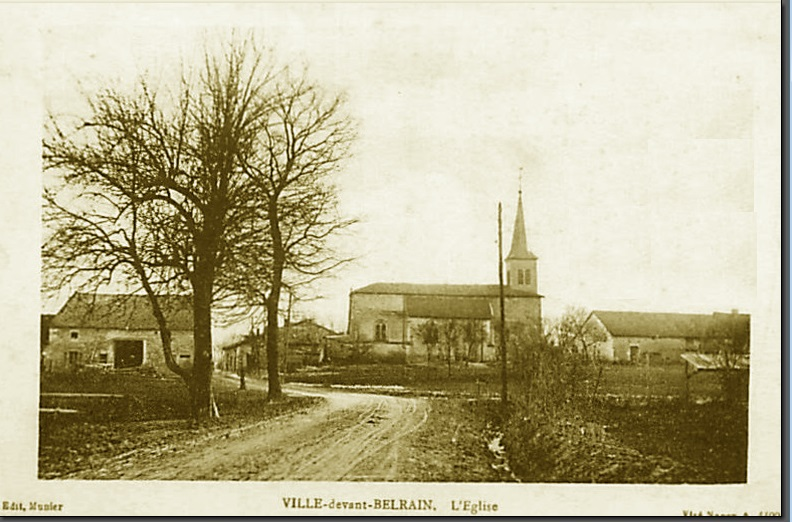
eglise st georges et son clocher (début XXeme siècle)

- eglise st georges et son clocher (début XXeme siècle)Église Saint-Georges (XIIe – XVIe siècles)[30], en forme de croix grecque[18].Ancienne chambre forte au dessus des voûtes avec 4 meurtrières visibles. Datant du XIXeme siècle, le clocher ruiné est démoli en 1973[31]et les cloches descendues[32].

### Héraldique
| Blason de Ville-devant-Belrain | Blason  | Mantelé renversé: au 1er d'azur chargé à la fasce ondée d'argent et à une gerbe d'or brochante; au 2e d'or au dragon de sable, armé et langué de gueules, transpercé par une lance brisée du même surmonté de deux billette nouées de gueules. |
| Blason de Ville-devant-Belrain | Détails | Création de R.A Louis avec les conseils de la Commission Héraldique de l'UCGL. Adopté par la commune en mars 2013. |

### Culte catholique
Le premier curé connu est Fabri en 1555. Le dernier curé, Claude François Xavier Vignerelle, est mort le 4 septembre 1820, au presbytère, à l'âge de 71 ans. La paroisse devint annexe de Nicey sur Aire jusqu'en 1912, puis de Vilotte sur Aire. L'église fait aujourd'hui partie de la paroisse de St Jacques de l'Aire, diocèse de Verdun.